# Taw

Taw

Taw (תו) ist der zweiundzwanzigste und letzte Buchstabe im hebräischen Alphabet. Er hat den Zahlenwert 400. Im modernen Iwrit wird in der Aussprache von Taw und Tet kein Unterschied mehr gemacht. Das Taw wird in der IPA-Lautschrift korrekt mit [⁠t⁠] wiedergegeben, es wird also wie das deutsche „t“ ausgesprochen.
Ursprünglich wurde zwischen „hartem“ und „weichem“ Taw unterschieden (abhängig vom Dagesch), wobei das weiche Taw dem englischen „th“ [⁠θ⁠] entspricht. Die akademische Transliteration des weichen Taws ist „ṯ“ („t“ mit Strich unten). Es wird allerdings oft auch als th transkribiert. Diese Unterscheidung setzt sich in der aschkenasischen Aussprachetradition des Hebräischen sowie im Jiddischen fort, in dem dort das „harte“ Taw als [⁠t⁠] und das „weiche“ Taw als [⁠s⁠] gesprochen werden.

## Geschichte
Das Taw ist ein Konsonant, dessen schriftliche Form ursprünglich auf ein Markierungszeichen (x oder +) zurückgeht; diese Bedeutung von „Taw“ hat sich im Buch des Propheten Ezechiel (Kap. 9, Vers 4 und 6) und im Buch Ijob (Kap. 31, Vers 35) erhalten. Vom Taw leitet sich der griechische Buchstabe Tau und über diesen das lateinische T her.

## Beispiele
- תַּלְמוּד Talmud „Studium“
- תּוֹרָה Tora „Lehre“ (frühere Schreibweise: Thora)
- תֵּל אָבִיב Tel Aviv „Frühlingshügel“
- תֵּאַטְרוֹן (theatron) Theater (Taw als Transkription für th)
- בַּת (baṯ; aschkenasisch: bas) „Tochter“
- שַבָּת (schabaṯ; aschkenasisch: schabos, jiddisch: schabes) „Sabbat“
- בית לחם Bethlehem „Haus des Brotes“

## Zeichenkodierung
| Unicode-Codepoint | U+05ea            |
| Unicode-Name      | HEBREW LETTER TAV |
| HTML              | &#1514;           |
| ISO 8859-8        | 0xfa              |